# Hull (Familienname)
Hull ist ein Familienname aus dem englischsprachigen Raum.

## Namensträger

### A
- Alan Hull (1945–1995), britischer Singer-Songwriter
- Albert W. Hull (1880–1966), US-amerikanischer Physiker
- Arthur Francis Basset Hull (1862–1945), australischer Amateur-Naturforscher, Staatsbeamter und Philatelist

### B
- Bobby Hull (1939–2023), kanadischer Eishockeyspieler
- Brett Hull (* 1964), kanadisch-US-amerikanischer Eishockeyspieler

### C
- Chandler Hull (* 1994), US-amerikanischer Autorennfahrer
- Christopher Hull, britischer Physiker
- Chuck Hull (* 1939), US-amerikanischer Unternehmer und Erfinder des 3D-Druckers
- Clark L. Hull (1884–1952), US-amerikanischer Psychologe
- Cordell Hull (1871–1955), US-amerikanischer Jurist und Politiker, Außenminister und Friedensnobelpreisträger

### D
- David Hull (1935–2010), US-amerikanischer Philosoph und LGBT-Aktivist
- David Wayne Hull, Führer der White Knights of the Ku Klux Klan
- Dennis Hull (* 1944), kanadischer Eishockeyspieler

### E
- E. M. Hull (1880–1947), britische Schriftstellerin
- Edith Maud Hull (1880–1947), britische Schriftstellerin
- Edna Mayne Hull (1905–1975), kanadisch-US-amerikanische SF-Autorin
- Edward Hull (1829–1917), irischer Geologe
- Eleanor Hull (1860–1935), irische Schriftstellerin, Journalistin und Keltologin

### G
- Geoffrey Hull (* 1955), australischer Linguist, Ethnologe und Historiker
- George Hull (1788–1868), US-amerikanischer Politiker
- Gordon Ferrie Hull (1870–1956), US-amerikanischer Lehrer, Mathematiker und Physiker

### H
- Harry E. Hull (1864–1938), US-amerikanischer Politiker
- Henry Hull (1890–1977), US-amerikanischer Schauspieler

### I
- Isabel Hull (* 1949), US-amerikanische Historikerin für Deutsche Geschichte

### J
- Jane Dee Hull (1935–2020), US-amerikanische Politikerin, Gouverneurin des Bundesstaates Arizona
- Jessica Hull (* 1996), australische Leichtathletin
- Jody Hull (* 1969), kanadischer Eishockeyspieler und -trainer
- John Hull (Münzmeister) (1620–1683), britischer Kaufmann und Münzmeister
- John Hull (Botaniker) (1761–1843), britischer Botaniker
- John A. Hull (1874–1944), US-amerikanischer Jurist
- John A. T. Hull (1841–1928), US-amerikanischer Politiker
- John C. Hull (* 1946), kanadischer Finanzwissenschaftler
- John E. Hull (1895–1975), US-amerikanischer General
- John M. Hull (* 1935), australischer Religionswissenschaftler
- Josephine Hull (1877/86–1957), US-amerikanische Schauspielerin

### K
- Kay Hull (* 1954), australische Politikerin

### M
- McAllister Hull (1923–2011), US-amerikanischer Physiker
- Merlin Hull (1870–1953), US-amerikanischer Politiker
- Michael Hull (* 1959), deutscher Tänzer
- Morton D. Hull (1867–1937), US-amerikanischer Politiker

### N
- Noble A. Hull (1827–1907), US-amerikanischer Politiker

### R
- Raymond Hull (1919–1985), britisch-kanadischer Schriftsteller
- Richard Hull (1907–1989), britischer Generalfeldmarschall
- Robin Hull (* 1974), finnischer Snookerspieler
- Rod Hull (1935–1999), britischer Komiker
- Ross Hull (* 1975), kanadischer Schauspieler

### S
- Scott Hull (* 1971/72), US-amerikanischer Gitarrist, Musikproduzent und Toningenieur
- Sierra Hull (* 1991), US-amerikanische Bluegrass-Musikerin

### T
- T. Clark Hull (1921–1996), US-amerikanischer Jurist und Politiker
- Thomas Hull (* 1982), bekannt als Kid Harpoon, englischer Songwriter und Musikproduzent

### W
- William Hull (Politiker) (1753–1825), US-amerikanischer Politiker und Offizier
- William E. Hull (1866–1942), US-amerikanischer Politiker
- William Raleigh Hull (1906–1977), US-amerikanischer Politiker